# Chiesa di Sant'Angelo Minore
La chiesa di Sant'Angelo Minore si trova a Cagli (PU), nella regione italiana delle Marche.

## Descrizione
Risale all'anno 1362 la concessione fatta dal capitolo Lateranense, in favore della confraternita di Sant'Angelo, di erigere una chiesa e un ospizio. Durante il pontificato di Innocenzo VI (1352-1362) lo stesso capitolo si pronunciava nuovamente sull'edificazione concedendo indulgenze a quanti avessero contribuito all'erezione della chiesa e dell'ospizio. Il fatto che destinatari di tale atto erano anche i pellegrini fa ipotizzare che l'ospizio fosse ad uso di costoro che in gran numero percorrevano la via Flaminia.
Il fronte principale della chiesa doveva essere in epoca medioevale interamente affrescato a giudicare da un frammento presente nell'estradosso della volta della loggia del 1560. Articolata frontalmente in tre archi poggianti su colonne di ordine tuscanico innalzate su piedistalli quadrangolari e realizzata in pietra arenaria la loggia, con la sua volta a crociera, rimarca con grande eleganza l'accesso principale.
L'oratorio si presenta ad aula unica sormontato da una volta a botte lunettata. Domina la parete di fondo il grande altare con elaborato ornato ligneo laccato e dorato, composto da due possenti colonne salomoniche. Al centro è il Noli me tangere, il più importante lavoro di Timoteo Viti insieme all'Annunciata tra i Santi Giovanni Battista e Sebastiano realizzata per il mausoleo dei duchi d'Urbino. L'opera cagliese è firmata THIMOTHEI D. VITE VRBINAT. OPVS. Nella cromia che assume una profondità gemmea, in quei colori quasi smaltati, sembra riemergere quanto aveva appreso durante il suo tirocinio di orafo presso la bottega bolognese di Francesco Francia. A proposito del dipinto cagliese il Pungileoni lo definiva “per lo stile e pel colorito raffaellesco […] uno de' più mirabili prodotti dell'arte” e “nella persona del Nazzareno […] le forme del nudo sono incomparabili, ed al primo colpo d'occhio le diresti sporgere dalla superficie”. L'opera viene datata al 1512-13, dunque al periodo antecedente la collaborazione romana del Viti con Raffaello nella cappella Chigi a Santa Maria della Pace.

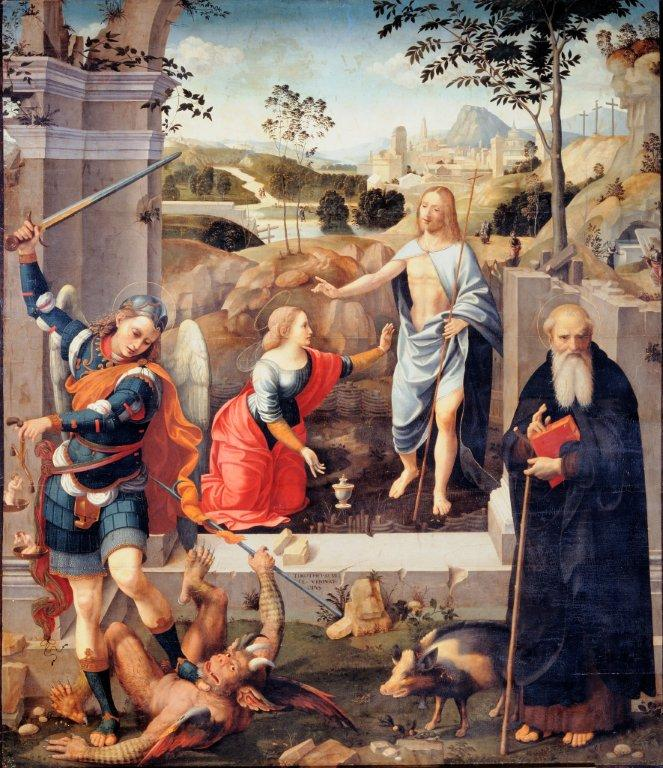
Noli me tangere di Timoteo Viti